# The Wallflowers
Wallflowers es una banda de Rock alternativo formada en Los Ángeles (Estados Unidos) a principios de los 90, compuesta por el vocalista y guitarrista Jakob Dylan (hijo de Bob Dylan), Fred Eltringham (batería), Rami Jaffee (teclado) y Greg Richling (bajo).

## Historia
Jakob Dylan formó en un principio Wallflowers junto al guitarrista Tobi Miller, el teclista Rami Jaffee, el bajista Barrie Maguire y Peter Yanowitz a la batería. En agosto de 1992, editan el álbum homónimo y de presentación Wallflowers, que no tuvo grandes ventas.
Dylan reformó Wallflowers, para ello contacta con el guitarrista Michael Ward, el bajista Greg Richling y el baterista Mario Calire, manteniendo a Jaffee. En 1996 editan Bringing Down the Horse, que consigue un gran éxito en las emisoras independientes con 6th Avenue Heartache; y a finales de 1996, se edita el sencillo One Headlight, el cual consiguió llegar a la cima de las listas de ventas.
El 23 de julio de 2012 The Wallflowers publican en premier en la página web rollingstone.com su próximo lanzamiento "Reboot the Mission" que estará incluido en su nuevo álbum: Glad All Over, que tiene por fecha de lanzamiento el 2 de octubre de 2012.

## Discografía

### 1992: Wallflowers
El álbum debut de la banda salió con la discográfica Virgin Records. Aunque fue bien recibido por la crítica, sólo vendió unas 400 000 copias en ese momento.
- 01. Shy Of The Moon
- 02. Sugarfoot
- 03. Sidewalk Annie
- 04. Hollywood
- 05. Be Your Own Girl
- 06. Another One In The Dark
- 07. Ashes To Ashes
- 08. After The Blackbird Sings
- 09. Somebody Else's Money
- 10. Asleep At The Wheel
- 11. Honeybee
- 12. For The Life Of Me

### 1996: Bringing Down the Horse
En 1996, los únicos miembros originales de la banda eran Jakob Dylan y el teclista Rami Jaffee, que reclutaron al guitarrista Michael Ward, el baterista Mario Calire y el bajista Greg Richling. Además, dejaron a su disquera Virgin para irse con Interscope. El segundo álbum de la banda, Bringing Down the Horse les valió dos premios Grammy, uno por Mejor Interpretación Vocal de un Duo o Grupo de Rock y otro por Vocal en "One Headlight". Este sencillo alcanzó el segundo lugar de las listas y lo cantaron junto con Bruce Springsteen en los MTV Video Music Awards de 1997.
- 01. One Headlight
- 02. 6th Avenue Heartache
- 03. Bleeders
- 04. Three Marlenas
- 05. The Difference
- 06. Invisible City
- 07. Laughing Out Loud
- 08. Josephine
- 09. God Don't Make Lonely Girls
- 10. Angel On My Bike
- 11. I Wish I Felt Nothing

### 2000: Breach
- 01. Letters From The Wasteland
- 02. Hand Me Down
- 03. Sleepwalker
- 04. I've Been Delivered
- 05. Witness
- 06. Some Flowers Bloom Dead
- 07. Mourning Train
- 08. Up From Under
- 09. Murder 101
- 10. Birdcage
- 11. Baby Bird (Hidden track)

### 2002: Red Letter Days
En noviembre de 2002, salió a la venta su cuarto álbum de estudio. Éste tiene un sonido mucho más agresivo que los anteriores, y Jakob Dylan toca la guitarra en la mayor parte de las canciones después de que el guitarrista Michael Ward dejó la banda por diferencias creativas.
- 01. When You're On Top
- 02. How Good It Can Get
- 03. Closer To You
- 04. Everybody Out Of The Water
- 05. Three Ways
- 06. Too Late To Quit
- 07. If You Never Got Sick
- 08. Health And Happiness
- 09. See You When I Get There
- 10. Feels Like Summer Again
- 11. Everything I Need
- 12. Here In Pleasantville
- 13. The Empire In My Mind
- 14. (What's So Funny 'Bout) Peace, Love And Understand

### 2005: Rebel Sweetheart
La quinta producción de la banda es Rebel Sweetheart. Brendan O' Brien, quien ha trabajado con Bruce Springsteen, Pearl Jam y Train produjo el disco y tocó la guitarra en algunas canciones, además de que Fred Eltringham se unió a la banda como baterista. De nuevo, la banda se separó de su compañía discográfica en 2006.
- 01. Days of Wonder
- 02. The Passenger
- 03. The Beautiful Side Of Somewhere
- 04. Here He Comes (Confessions of a Drunken Marionette
- 05. We're Already There
- 06. God Says Nothing Back
- 07. Back to California
- 08. I Am a Building
- 09. From The Bottom Of My Heart
- 10. Nearly Beloved
- 11. How Far You've Come
- 12. All Things New Again

### 2012: Glad All Over
Es la sexta producción de la banda californiana. Se trata de Glad All Over. Fue lanzado en octubre de 2012 por Columbia Records.
Todas las letras son de la autoría de Jakob Dylan.
- 01. Hospital for Sinners
- 02. Misfits and Lovers
- 03. First One in the Car
- 04. Reboot the Mission
- 05. It's a Dream
- 06. Love Is a Country
- 07. Have Mercy on Him Now
- 08. The Devil's Waltz
- 09. It Won't Be Long (Till We're Not Wrong Anymore)
- 10. Constellation Blues
- 11. One Set of Wings
- 12. Whole Wide World (cover de Wreckless Eric. Pista extra en la edición japonesa, incorrectamente intitulada como "Whole Live World")

### 2021: Exit wounds
Es la séptima y última producción de la banda californiana. Se trata de Exit wounds. Fue lanzado en julio de 2021 por PIAS Records.
- 1. Maybe your heart's not in it no more
- 2. Roots and wings
- 3. I hear the ocean (When I wanna hear trains)
- 4. The dive bar in my heart
- 5. Darlin' hold on
- 6. Move the river
- 7. I'll let you down (But will not give you up)
- 8. Wrong end of the spear
- 9. Who's that man walking 'round my garden
- 10. The daylight between us